# Вільховець (Логойський район)
Вільховець (біл. вёска Альхавец) — село в складі Логойського району Мінської області, Білорусь. Село підпорядковане Білоруцькій сільській раді, розташоване в північній частині області.